# 雷图埃尔塔德尔武利亚克
雷图埃尔塔德尔武利亚克，是西班牙卡斯蒂利亚-拉曼恰雷阿尔城省的一个市镇。 总面积654平方公里，总人口1003人（2001年），人口密度2人/平方公里。